# Spilosoma batesi
Spilosoma batesi là một loài bướm đêm thuộc phân họ Arctiinae, họ Erebidae.